# AG Connect
AG Connect (tot 2016 Automatisering Gids) is een tijdschrift en website op het gebied van ICT. Automatisering Gids was het eerste Nederlandse vakblad op dit gebied.
De eerste uitgave verscheen in 1967 bij Uitgeverij Bedrijf & Publiciteit van Leo Th. Pennock. Automatisering Gids werd ongeveer 30 jaar lang gedrukt op A3-formaat. Van 1989 tot maart 2012 verscheen Automatisering Gids wekelijks op broadsheet, daarna verscheen het blad tot 2017 op tabloidformaat.
Net als veel andere media, worstelde Automatisering Gids met de opkomst van internet als medium, waardoor inkomsten uit advertenties en abonnementsgelden terugliepen. In 2009 werd de oplage verlaagd van 70.000 naar 25.000 exemplaren. Als magazine richt het blad zich sindsdien meer op achtergrondverhalen, praktische artikelen, marktontwikkelingen en dergelijke.
Het tweewekelijkse magazine werd anno 2012 in een oplage van 21.578 betaalde exemplaren uitgegeven. Sinds de overname door Sijthoff Media Group in 2015 wordt het blad uitgegeven door door AG-IT, een dochterbedrijf van Sijthoff Media Groep. In 2017 veranderde de titel in AG Connect, uitgegeven op magazineformaat. De oplage lag in 2019 onder de 5000 abonnees. De website van AG Connect is deels voor een ieder toegankelijk.